# Statilia pallida
Statilia pallida är en bönsyrseart som beskrevs av Werner 1922. Statilia pallida ingår i släktet Statilia och familjen Mantidae. Inga underarter finns listade i Catalogue of Life.